# قائمة حلقات اخشوا الموتى السائرون
قائمة حلقات مُسلسل؛ أخشوا الموتى السائرون (بالإنجليزية: Fear The Walking Dead) مُسلسل رعب ودراما أمريكي من إعداد روبرت كيركمان وديف إيريكسون عرض على قناة AMC في 23 أغسطس، 2015. وهو مُسلسل مرافق ومشتق من مُسلسل الرعب والدراما الموتى السائرون والذي بدوره مستوحى من كتب القصص المصورة بنفس العنوان من تأليف كيركمان، توني مور وتشارلي ألدراد. تكون الموسم الأول من ستة حلقات وعرض في عام 2015. وموسمه الثاني تكون من 15 حلقة عرض في 10 أبريل، 2016.
في 15 أبريل، 2016، أعلنت قناة "AMC" تجديدها المسلسل لموسم ثالث من ستة عشر حلقة، بدأ عرضهُ في 4 يونيو، 2017. في أبريل 2017، أعلنت القناة تجديدها المسلسل لموسم رابع.

## نظرة عامة
| الموسم | الموسم | عدد الحلقات | تاريخ البث الأصلي | تاريخ البث الأصلي |
| الموسم | الموسم | عدد الحلقات | أول عرض           | آخر عرض           |
| ------ | ------ | ----------- | ----------------- | ----------------- |
|        | 1      | 6           | 23 أغسطس، 2015    | 4 أكتوبر، 2015    |
|        | 2      | 15          | 10 أبريل، 2016    | 2 أكتوبر، 2016    |
|        | 3      | 16          | 4 يونيو، 2017     | غ/م               |

## الحلقات

### الموسم الأول
مقالة مفصلة: اخشوا الموتى السائرون (الموسم الأول)
| التسلسل الإجمالي | تسلسل الموسم | عنوان الحلقة "بالإنجليزية" | إخراج         | كتابة                       | تاريخ العرض    | عدد المشاهدين (بالمليون) |
| ---------------- | ------------ | -------------------------- | ------------- | --------------------------- | -------------- | ------------------------ |
| 1                | 1            | «Pilot»                    | آدم ديفيدسون  | روبرت كيركمان وديف إيريكسون | 23 أغسطس 2015  | 10.13                    |
| 2                | 2            | «So Close, Yet So Far»     | آدم ديفيدسون  | ماركو راميريز               | 30 أغسطس 2015  | 8.18                     |
| 3                | 3            | «The Dog»                  | آدم ديفيدسون  | جاك لوغايديس                | 13 سبتمبر 2015 | 7.19                     |
| 4                | 4            | «Not Fade Away»            | كاري سكوغلاند | ميغان أوبينهايمر            | 20 سبتمبر 2015 | 6.62                     |
| 5                | 5            | «Cobalt»                   | كاري سكوغلاند | ديفيد وينر                  | 27 سبتمبر 2015 | 6.66                     |
| 6                | 6            | «The Good Man»             | ستيفان شوارتز | روبرت كيركمان وديف إيريكسون | 4 أكتوبر 2015  | 6.86                     |

### الموسم الثاني
مقالة مفصلة: اخشوا الموتى السائرون (الموسم الثاني)
| التسلسل الإجمالي | تسلسل الموسم | عنوان الحلقة "بالإنجليزية" | إخراج           | كتابة                        | تاريخ العرض    | عدد المشاهدين (بالمليون) |
| ---------------- | ------------ | -------------------------- | --------------- | ---------------------------- | -------------- | ------------------------ |
| 7                | 1            | «Monster»                  | آدم ديفيدسون    | ديف إيريكسون                 | 10 أبريل 2016  | 6.67                     |
| 8                | 2            | «We All Fall Down»         | آدم ديفيدسون    | بريت سي. ليونارد وكايت بارنو | 17 أبريل 2016  | 5.58                     |
| 9                | 3            | «Ouroboros»                | ستيفان شوارتز   | آلان بيج                     | 24 أبريل 2016  | 4.73                     |
| 10               | 4            | «Blood in the Streets»     | مايكل ابيندال   | كايت إيريكسون                | 1 مايو 2016    | 4.80                     |
| 11               | 5            | «Captive»                  | كريغ زيسك       | كارلا تشينغ                  | 8 مايو 2016    | 4.41                     |
| 12               | 6            | «Sicut Cervus»             | كيت دينيس       | برايان باكنر                 | 15 مايو 2016   | 4.49                     |
| 13               | 7            | «Shiva»                    | أندرو بيرنشتاين | ديفيد وينر                   | 22 مايو 2016   | 4.39                     |
| 14               | 8            | «Grotesque»                | دانييل ساكهايم  | كايت بارنو                   | 21 أغسطس 2016  | 3.86                     |
| 15               | 9            | «Los Muertos»              | ديبورا تشاو     | آلان بيج                     | 28 أغسطس 2016  | 3.66                     |
| 16               | 10           | «Do Not Disturb»           | مايكل ماكدونو   | لورين سيغنورينو              | 4 سبتمبر 2016  | 2.99                     |
| 17               | 11           | «Pablo & Jessica»          | أوتا برايسويتز  | كايت إيريكسون                | 11 سبتمبر 2016 | 3.40                     |
| 18               | 12           | «Pillar of Salt»           | جيراردو نارانخو | كارلا تشينغ                  | 18 سبتمبر 2016 | 3.62                     |
| 19               | 13           | «Date of Death»            | كريستوفر شروي   | برايان باكنر                 | 25 سبتمبر 2016 | 3.49                     |
| 20               | 14           | «Wrath»                    | ستيفان شوارتز   | كايت بارنو                   | 2 أكتوبر 2016  | 3.67                     |
| 21               | 15           | «North»                    | أندرو بيرنشتاين | ديف إيريكسون                 | 2 أكتوبر 2016  | 3.05                     |

### الموسم الثالث
مقالة مفصلة: اخشوا الموتى السائرون (الموسم الثالث)
| التسلسل الإجمالي | تسلسل الموسم | عنوان الحلقة "بالإنجليزية" | إخراج         | كتابة        | تاريخ العرض   | عدد المشاهدين (بالمليون) |
| ---------------- | ------------ | -------------------------- | ------------- | ------------ | ------------- | ------------------------ |
| 22               | 1            | «Eye of the Beholder»      | آدم بيرنشتاين | ديف إريكسون  | 4 يونيو 2017  | 3.11                     |
| 23               | 2            | «The New Frontier»         | ستيفان شوارتز | مارك ريتشارد | 4 يونيو 2017  | 2.70                     |
| 24               | 3            | «TEOTWAWKI»                | ديبورا تشاو   | رايان سكوت   | 11 يونيو 2017 | غ/م                      |
| 25               | 4            | «100»                      | غ/م           | غ/م          | 18 يونيو 2017 | غ/م                      |

## حلقات الويب

### اخشوا الموتى السائرون: الرحلة 462 (2015-2016)
مقالة مفصلة: اخشوا الموتى السائرون: الرحلة 462
| التسلسل | عنوان الحلقة       | تاريخ العرض    |
| ------- | ------------------ | -------------- |
| 1       | «الجزء الأول»      | 4 أكتوبر 2015  |
| 2       | «الجزء الثاني»     | 11 أكتوبر 2015 |
| 3       | «الجزء الثالث»     | 18 أكتوبر 2015 |
| 4       | «الجزء الرابع»     | 25 أكتوبر 2015 |
| 5       | «الجزء الخامس»     | 1 نوفمبر 2015  |
| 6       | «الجزء السادس»     | 8 نوفمبر 2015  |
| 7       | «الجزء السابع»     | 15 نوفمبر 2015 |
| 8       | «الجزء الثامن»     | 22 نوفمبر 2015 |
| 9       | «الجزء التاسع»     | 12 فبراير 2016 |
| 10      | «الجزء العاشر»     | 12 فبراير 2016 |
| 11      | «الجزء الحادي عشر» | 21 فبراير 2016 |
| 12      | «الجزء الثاني عشر» | 28 فبراير 2016 |
| 13      | «الجزء الثالث عشر» | 6 مارس 2016    |
| 14      | «الجزء الرابع عشر» | 13 مارس 2016   |
| 15      | «الجزء الخامس عشر» | 20 مارس 2016   |
| 16      | «الجزء السادس عشر» | 26 مارس 2016   |

### اخشوا الموتى السائرون: الممر (2016)
مسلسل ويب ثان يتكون من ستة عشر حلقة بدأ عرضه في 17 أكتوبر، 2016، على موقع شبكة "AMC".

## التصنيف
| الموسم | الموسم | حلقة 1 | حلقة 2 | حلقة 3 | حلقة 4 | حلقة 5 | حلقة 6 | حلقة 7 | حلقة 8 | حلقة 9 | حلقة 10 | حلقة 11 | حلقة 12 | حلقة 13 | حلقة 14 | حلقة 15 | معدل الموسم |
| ------ | ------ | ------ | ------ | ------ | ------ | ------ | ------ | ------ | ------ | ------ | ------- | ------- | ------- | ------- | ------- | ------- | ----------- |
|        | 1      | 10.13  | 8.18   | 7.19   | 6.62   | 6.66   | 6.86   | غ/م    | غ/م    | غ/م    | غ/م     | غ/م     | غ/م     | غ/م     | غ/م     | غ/م     | 7.60        |
|        | 2      | 6.67   | 5.58   | 4.73   | 4.80   | 4.41   | 4.49   | 4.39   | 3.86   | 3.66   | 2.99    | 3.40    | 3.62    | 3.49    | 3.67    | 3.05    | 4.18        |

## الإصدار المنزلي
| الموسم | عدد الحلقات | تاريخ الإصدار                            | تاريخ الإصدار |
| الموسم | عدد الحلقات | المنطقة 1                                |               |
| ------ | ----------- | ---------------------------------------- | ------------- |
| 1      | 6           | 1 ديسمبر، 2015 22 مارس، 2016 (نسخة خاصة) |               |
| 2      | 15          | 13 ديسمبر، 2016                          |               |